# Järlehytteskog
Järlehytteskog är ett naturreservat i Nora kommun i Örebro län.
Området är naturskyddat sedan 2018 och är 8,5 hektar stort. Reservatet ansluter i väster till Lillsjöbäckens naturreservat och består av en försumpad granskog med stort lövinslag, delvis på översvämningsmark.